# Cheilolejeunea intertexta
Cheilolejeunea intertexta là một loài Rêu trong họ Lejeuneaceae. Loài này được (Lindenb.) Stephani mô tả khoa học đầu tiên năm 1890.